# 175636 Zvyagel
175636 Zvyagel este un asteroid din centura principală de asteroizi.

## Descriere
175636 Zvyagel este un asteroid din centura principală de asteroizi. A fost descoperit pe 17 octombrie 2007 la observatorul astronomic din Andrușivka. Asteroidul prezintă o orbită caracterizată de o semiaxă mare de 2,96 ua, o excentricitate de 0,07 și o înclinație de 11,2° în raport cu ecliptica.